# Kulivočko
Kulivočko (anglicky Snowshine) je point-and-click adventura na enginu Wintermute, kterou od roku 2009 vyvíjí české studio Fat Funky. Vypráví příběh malého chlapec Kulivočka, jenž utekl ze sirotčince, aby našel svoji rodinu, nakonec se však vydává hledat tajemný talisman.
Hra je nyní ve fázi dema, které je volně ke stažení na stránkách studia. Finální verze hry měla podle původních informací obsahovat celkem 66 ručně kreslených lokací a 34 rozličných postav, později však byly tyto počty sníženy na 52 lokací a 25 postav.
V roce 2011 vyšla 1. kapitola hry.